# Loopebach
Der Loopebach ist ein fast acht Kilometer langer, orografisch linker Nebenfluss der Agger in Engelskirchen im nordrhein-westfälischen Oberbergischen Kreis.

## Name
Der Name könnte sich von den germanischen Wortstämmen Loh=Wald und -epe=Bach herleiten, alternativ auch vom altsächsischen Wort *hlōp für '(Wasser-)lauf'.

## Geographie

### Verlauf

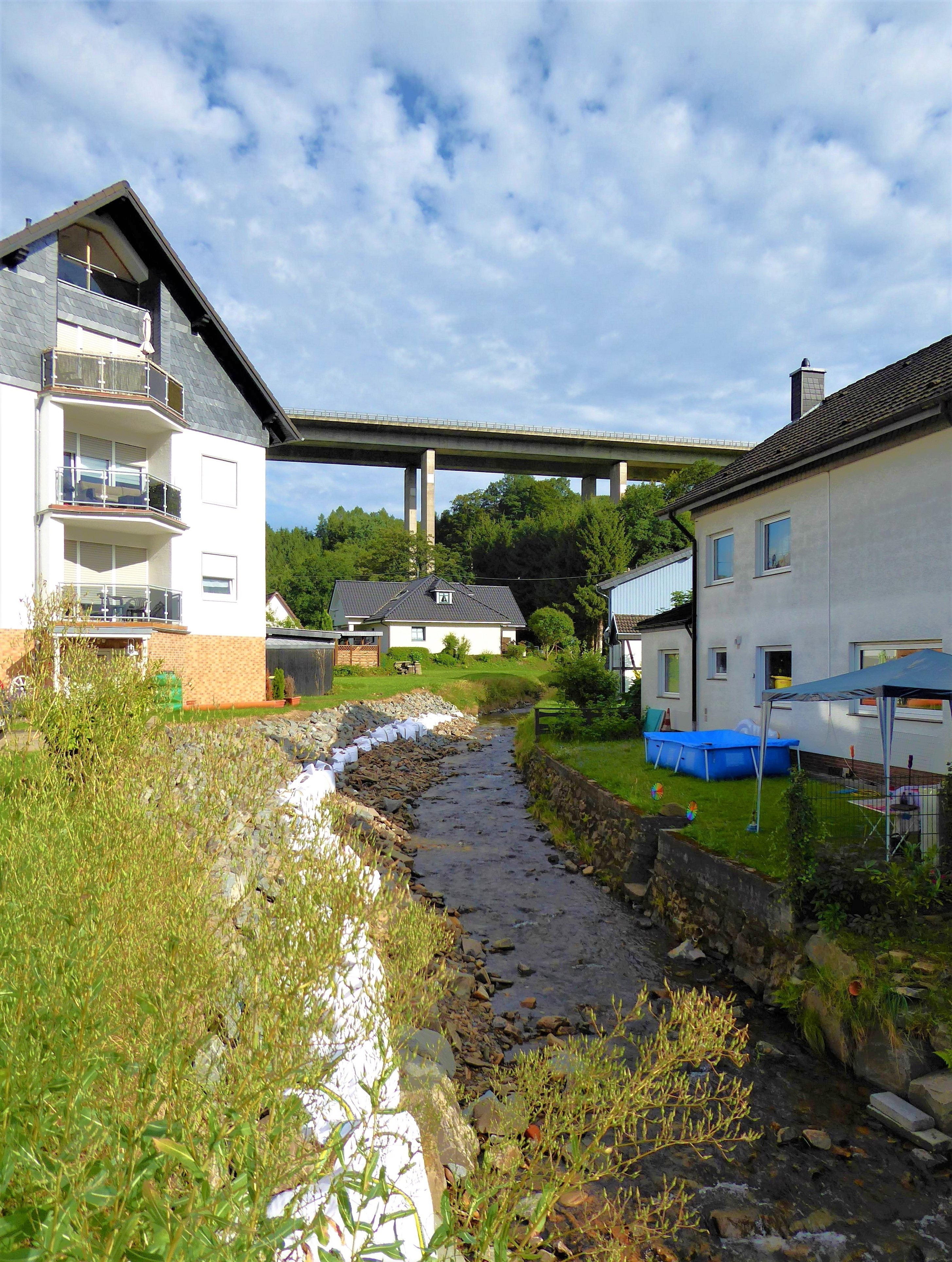
Der Loopebach unterhalb der Loopetalbrücke kurz vor der Mündung in die Agger

Der Loopebach entspringt etwa 800 m nordwestlich von Drabenderhöhe nahe Verr auf einer Höhe von 297 m ü. NN. Von hier aus fließt er ausgeprägt mäandrierend durch das naturnah erhaltene Loopebachtal in nordwestliche Richtung. Nach 6,9 km mündet der Loopebach, ohne eine weitere Ortschaft zu berühren, im Engelskirchener Ortsteil Loope auf 114 m ü. NN in die Agger. Auf seinem 7,7 km langen Weg überwindet er einen Höhenunterschied von 183 m, was einem mittleren Sohlgefälle von 26 ‰ entspricht.
Der Loopebach liegt in einem großräumigen, unbesiedelten Waldgebiet um den Schimmelhau (357,3 m ü. NN), Hundskopf (314 m ü. NN) und Dönselberg (357,7 m ü. NN). Dieses Waldgebiet ist nicht von Verkehrswegen zerschnitten. Der Bachlauf wird von gut entwickelten Erlen-Eschen-Auwäldern begleitet.

### Zuflüsse
Im Folgenden werden die Zuflüsse des Loopebachs von der Quelle zur Mündung genannt. Angegeben werdender Gewässername, die orografische Lage, die Länge in Kilometern (km) und die Größe des Einzugsgebiets in Quadratkilometern (km²) nach den Angaben des Topographischen Informationsmanagements (TIM), der mittlere Abfluss (MQ) in Litern pro Sekunde (l/s) nach dem Fachinformationssystem ELWAS, der Ort der Mündung und die Mündungshöhe.
| Stat. in km | Name                | GKZ       | Lage   | Länge in km | EZG in km² | MQ in l/s | Mündung           | Mündungshöhe in m ü. NHN | Bemerkungen         |
| ----------- | ------------------- | --------- | ------ | ----------- | ---------- | --------- | ----------------- | ------------------------ | ------------------- |
| 006,750     | Büddelhagener Bach  | 272872-12 | links0 | 001,3000    | 0000,720   | 0015,5000 | nördlich von Verr | 274,000000               |                     |
| 005,10      | Sungsiefen          | 272872-2  | links0 | 001,3000    | 0000,630   | 0013,090  |                   | 232,500000               |                     |
| 003,850     | Heckbach            | 272872-4  | links0 | 002,4000    | 0002,060   | 0040,430  |                   | 201,000000               |                     |
| 003,00      | Pühlenbach          | 272872-6  | rechts | 001,5000    | 0000,980   | 0019,3000 |                   | 184,000000               |                     |
| 002,50      | Herrmannssiefen     | 272872-7? | links0 | 000,5000    |            |           |                   | 165,000000               |                     |
| 002,20      | Inkelsgasser Siefen | 272872-7? | links0 | 000,3000    |            |           |                   | 160,000000               |                     |
| 000,80      | Lützenbach          | 272872-8  | links0 | 002,5000    | 0002,150   | 0046,510  | bei Loope         | 128,000000               |                     |
| 000,50      | Hofsiefen           | 272872-9? | links0 | 000,8000    |            |           | in Loope          | 122,000000               |                     |
| 000,00      | Loopebach           | 272872    |        | 007,7000    | 0012,530   | 0271,810  | bei Loope         | 11400000                 | mündet in die Agger |

Anmerkungen zur Tabelle
1. ↑  Namenlose Gewässer wurden nicht in die Tabelle übernommen.
2. ↑  Gewässerkennzahl, in Deutschland die amtliche Fließgewässerkennziffer mit zur besseren Lesbarkeit eingefügtem Trenner hinter dem Präfix, das einheitlich für den allen gemeinsamen Vorfluter Loopebach steht.
3. 1 2 3  Eigenmessung der Länge
4. ↑  Die Daten des Loopebachs zum Vergleich

## Sonstiges
Der Loopebach sollte nicht verwechselt werden mit dem Loper Bach, einem Flüsschen, welches am Westrand des Gummersbacher ehemaligen Ortsteils Lope (heute Teil Strombachs) entspringt und zuletzt in Engelskirchen-Oesinghausen den längeren Lambach aufnimmt.